# هلرسدورف
هلرسدورف (به آلمانی: Berlin-Hellersdorf) یک منطقهٔ مسکونی در آلمان است که در Marzahn-Hellersdorf واقع شده‌است. هلرسدورف ۷۲٬۶۰۲ نفر جمعیت دارد.